# 黃國桐

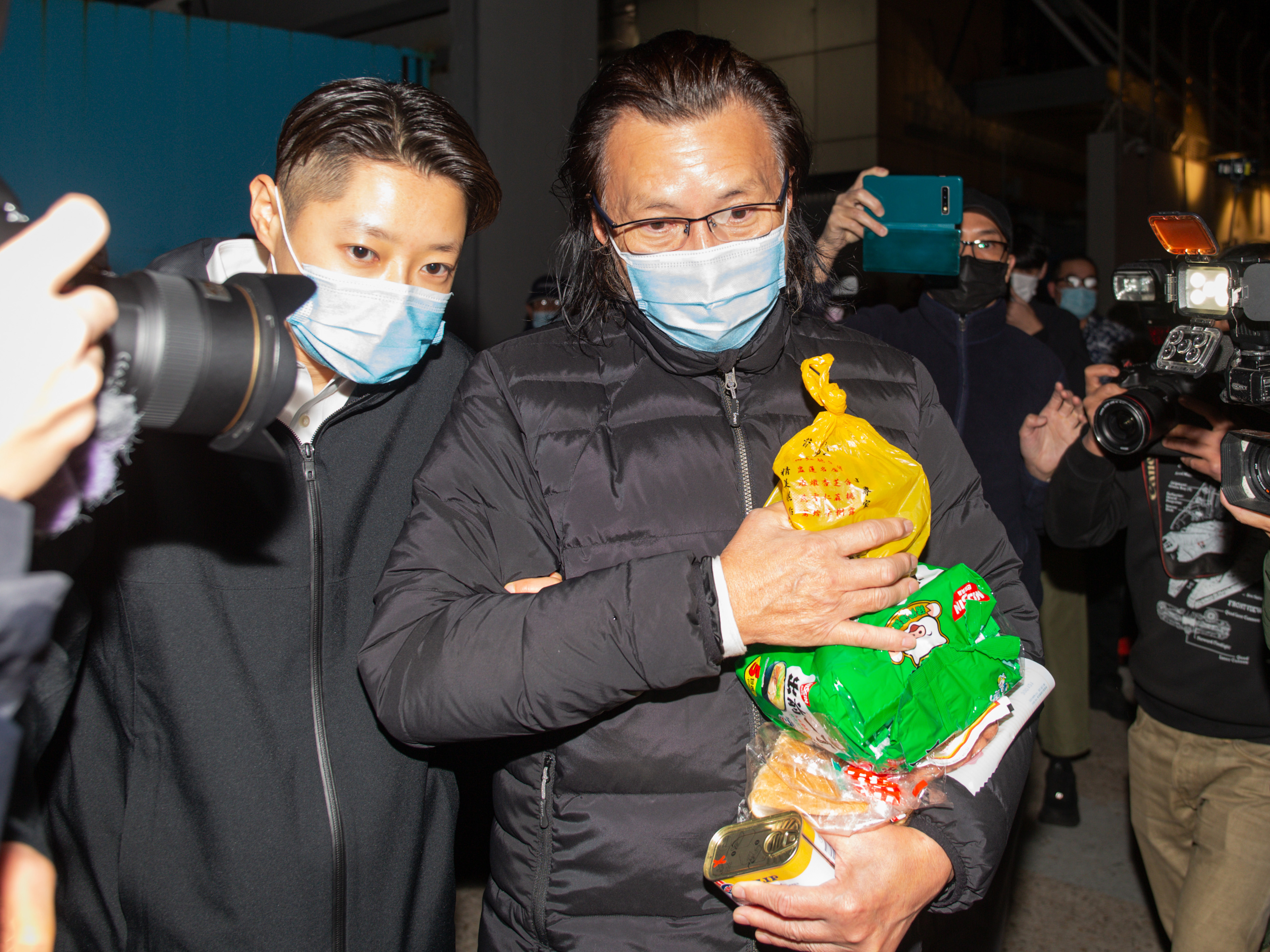
1月14日，黃國桐被香港國安警察懷疑涉嫌12港人案，並以「協助罪犯」的罪名拘捕，經過扣押41小時後，到1月15日深夜獲准保釋，多名在場人士送上方包、即食麵等東西

黃國桐（英語：Daniel Wong Kwok-tung，1949年7月28日—），香港律師及民主派人士，曾任市政局議員、油尖區議會、黃大仙區議會以及九龍城區議會議員。黃國桐律師經常出現在不同的媒體，以律師身份提供法律意見，並多次爲民主派提供法律協助。

## 簡歷
黃國桐生於1949年，早年在澳門生活，就讀勵群中學。後來入讀國立台灣大學法律系，與馬英九是同窗。
1988年，黃國桐於油尖區議會的油麻地北選區勝出，成為區議員，並於翌年的市政局選舉中勝出，成為市政局議員。1991年和1995年黃國桐繼續於市政局連任。1997年香港交接後他繼續獲委任為臨時市政局議員，至2000年市政局廢除後結束10年的市政局議員生涯。
2004年至2015年間黃國桐為黃大仙區議會彩雲東選區的議員。他在2015年香港區議會選舉中被民建聯的蔡子健以近600票擊敗。至2019年區議會選舉，他轉到九龍城區議會的太子選區參選，成功以300票之差擊敗當區的建制派議員丁健華。，惟黃其後入境澳門被拒。
他是范黃曹律師行的合夥人，也是前民協、前綫及社民連成員、民主黨成員。由於黃國桐一直以義務律師身分協助因社會運動而被拘捕的社運人士，包括協助雨傘運動、光復行動、魚蛋革命等多場社運中的被捕人士，因此受本土派及泛民主派等不同政治派系的尊敬。在2019年的反對逃犯條例修訂草案運動中，他是其中一個義務律師，透過提供免費法律援助幫助被捕的示威者。並在其中的佔領理工大學示威中為留守的示威者提供法律援助。
2020年4月，黃國桐發起並出資的食店「保護傘」於台灣開業。該店旨在支援一些因反修例運動而到台灣另覓生活的香港年輕人，讓其有一個自食其力的落腳點。受疫情影響慘淡，於次年8月宣佈停業，但在20日凌晨發生大火，「機器、貨品、傢俱、食材等等，全部報銷，損失慘重」，暫時未知起火原因。
2021年1月14日，黃國桐被香港國安警察懷疑涉嫌12港人案，並以「協助罪犯」的罪名拘捕，並在沙田警署扣押41小時後，1萬元保釋金獲釋。他表示「冇一個證物搜到，因為律師唔會做犯法嘅事。」，對被捕感到遺憾及傷感，並表明會站在自己崗位「用我嘅專業，做我深信應該做嘅事。」會如常探望已經預約探望的人，包括涉違國安法的胡志偉。